# Strebla diaemi
Strebla diaemi är en tvåvingeart som beskrevs av Wenzel 1966. Strebla diaemi ingår i släktet Strebla och familjen lusflugor. Inga underarter finns listade i Catalogue of Life.